# برنز (کانزاس)
بورنز (به انگلیسی: Burns) شهری در ایالت کانزاس کشور ایالات متحده آمریکا است که جمعیت آن در سرشماری سال ۲۰۱۰ میلادی، ۲۲۸ نفر بوده‌است.